# Episodi di CSI - Scena del crimine (quindicesima stagione)
La quindicesima e ultima stagione della serie televisiva CSI - Scena del crimine, composta da 18 episodi, è stata trasmessa negli Stati Uniti sul canale CBS dal 28 settembre 2014 al 15 febbraio 2015.
In Italia la stagione è andata in onda dal 9 aprile al 25 giugno 2015 su Fox Crime. In chiaro è stata trasmessa dal 2 al 30 gennaio 2017 su Italia 1.
L'episodio Il paradosso dei gemelli è il secondo crossover del terzo spin-off della serie, CSI: Cyber.
| nº | Titolo originale    | Titolo italiano          | Prima TV USA      | Prima TV Italia |
| -- | ------------------- | ------------------------ | ----------------- | --------------- |
| 1  | The CSI Effect      | Il killer di Gig Harbor  | 28 settembre 2014 | 9 aprile 2015   |
| 2  | Buzz Kill           | Il riscatto              | 5 ottobre 2014    | 9 aprile 2015   |
| 3  | Bad Blood           | Sangue infetto           | 12 ottobre 2014   | 16 aprile 2015  |
| 4  | The Book of Shadows | Il libro delle ombre     | 19 ottobre 2014   | 16 aprile 2015  |
| 5  | Girls Gone Wilder   | Conferenza di sangue     | 9 novembre 2014   | 23 aprile 2015  |
| 6  | The Twin Paradox    | Il paradosso dei gemelli | 16 novembre 2014  | 23 aprile 2015  |
| 7  | Road to Recovery    | La via della guarigione  | 23 novembre 2014  | 30 aprile 2015  |
| 8  | Rubbery Homicide    | Omicidio di gomma        | 30 novembre 2014  | 30 aprile 2015  |
| 9  | Let's Make a Deal   | Fare accordi             | 7 dicembre 2014   | 7 maggio 2015   |
| 10 | Dead Rails          | Biliardo mortale         | 14 dicembre 2014  | 7 maggio 2015   |
| 11 | Angle of Attack     | Caduto dal cielo         | 21 dicembre 2014  | 14 maggio 2015  |
| 12 | Dead Woods          | Riscrivere la storia     | 28 dicembre 2014  | 14 maggio 2015  |
| 13 | The Greater Good    | Il bene più grande       | 4 gennaio 2015    | 21 maggio 2015  |
| 14 | Merchants of Menace | Mercanti di morte        | 25 gennaio 2015   | 28 maggio 2015  |
| 15 | Hero to Zero        | Morte di un supereroe    | 25 gennaio 2015   | 4 giugno 2015   |
| 16 | The Last Ride       | L'ultimo giro            | 27 gennaio 2015   | 11 giugno 2015  |
| 17 | Under My Skin       | Follia omicida           | 15 febbraio 2015  | 18 giugno 2015  |
| 18 | The End Game        | Finale di partita        | 15 febbraio 2015  | 25 giugno 2015  |

## Il killer di Gig Harbor
- Titolo originale: The CSI Effect
- Diretto da: Alec Smight
- Scritto da: Christopher Barbour e Don McGill

### Trama
Mentre Finn si trova bloccata in auto a causa di una bomba al suo interno, Russell riceve la telefonata di un uomo che dice di essere il suo vecchio nemico, il Killer di Gig Harbor.
- Ascolti TV Italia: 1 006 000 telespettatori [2]

## Il riscatto
- Titolo originale: Buzz Kill
- Diretto da: Frank Waldeck
- Scritto da: Andrew Dettmann

### Trama
Mentre Russell continua a indagare sul Killer di Gig Harbor, la squadra indaga sulla rapina e sulla successiva sparatoria avvenute in un negozio di marijuana, collegate al rapimento della famiglia del titolare.
- Guest star: Richard Speight Jr. (Lloyd Bryant)
- Ascolti TV Italia: 1 143 000 telespettatori [2]

## Sangue infetto
- Titolo originale: Bad Blood
- Diretto da: Louis Shaw Milito
- Scritto da: Tom Mularz

### Trama
Greg e Sara vengono messi in quarantena, dopo essere stati in contatto con un agente patogeno letale in una scena del crimine.
- Ascolti TV Italia: 972 000 telespettatori [2]

## Il libro delle ombre
- Titolo originale: The Book of Shadows
- Diretto da: Brad Tanenbaum
- Scritto da: Gavin Harris

### Trama
Il team indaga sul disastroso incidente causato da un esperimento scientifico di un professore.
- Guest star: Bella Thorne (Hannah Hunt)
- Ascolti TV Italia: 1 059 000 telespettatori [3]

## Conferenza di sangue
- Titolo originale: Girls Gone Wilder
- Diretto da: Frank Waldeck
- Scritto da: Melissa R. Byer e Treena Hancock

### Trama
Sara, Finn e Morgan, durante una conferenza a cui sono andate per rilassarsi, si ritrovano coinvolte in una sparatoria.
- Ascolti TV Italia: 1 059 000 telespettatori [3]

## Il paradosso dei gemelli
- Titolo originale: The Twin Paradox
- Diretto da: Phil Conserva
- Scritto da: Christopher Barbour

### Trama
Dopo il ritrovamento di un'altra sua vittima, la squadra intensifica le indagini sul Killer di Gig Harbor.
- Guest star: Patricia Arquette (Avery Ryan)
- Nota: L'episodio è un crossover con CSI: Cyber.
- Ascolti TV Italia: 1 059 000 telespettatori [3]

## La via della guarigione
- Titolo originale: Road to Recovery
- Diretto da: Alec Smight
- Scritto da: Andrew Dettmann

### Trama
Il ritrovamento del corpo di una tossicomane nella vasca da bagno, nel centro di riabilitazione in cui si trovava, porta la squadra ad indagare facendo venire alla luce che il colpevole è proprio uno dei pazienti del centro.
- Ascolti TV Italia: 565 000 telespettatori [4]

## Omicidio di gomma
- Titolo originale: Rubbery Homicide
- Diretto da: Louis Shaw Milito
- Scritto da: Tom Mularz

### Trama
Dopo il ritrovamento di un uomo pugnalato in un vicolo, la squadra si ritrova catapultata ad indagare nel mondo delle bambole di gomma.
- Ascolti TV Italia: 1 143 000 telespettatori [4]

## Fare accordi
- Titolo originale: Let's Make a Deal
- Diretto da: Brad Tanenbaum
- Scritto da: Elizabeth Devine

### Trama
Il team indaga sull'uccisione, in prigione, di un detenuto informatore dell'FBI.
- Ascolti TV Italia: 1 143 000 telespettatori [4]

## Biliardo mortale
- Titolo originale: Dead Rails
- Diretto da: Frank Waldeck
- Scritto da: Gavin Harris

### Trama
La squadra lavora al caso di un ex detenuto, seppellito vivo nel deserto ma che morirà successivamente, investito. L'omicidio sembra essere collegato ad un giro di scommesse legate ai tavoli da biliardo.
- Guest star: Sharon Osbourne (Elise Massey)
- Ascolti TV Italia: 1 143 000 telespettatori [4]

## Caduto dal cielo
- Titolo originale: Angle of Attack
- Diretto da: Kevin Bray
- Scritto da: M. Scott Veach

### Trama
Il ritrovamento di un cadavere ricoperto di schegge di vetro porterà la squadra ad indagare nel campo dell'aviazione militare: pare infatti che l'omicidio sia stato compiuto con un'innovativa tuta alare.
- Guest star: Virginia Williams (Claudia Mason)
- Ascolti TV Italia: 1 143 000 telespettatori [4]

## Riscrivere la storia
- Titolo originale: Dead Woods
- Diretto da: Phil Conserva
- Scritto da: Treena Hancock e Melissa R. Byer

### Trama
Quando ad una ragazza ritornano in mente alcuni particolari sull'omicidio-suicidio della sua famiglia, Sara decide di convincere la squadra a riaprire il suo vecchio caso, per scoprire la verità.
- Ascolti TV Italia: 648 000 telespettatori [5]

## Il bene più grande
- Titolo originale: The Greater Good
- Diretto da: Alec Smight
- Scritto da: Christopher Barbour

### Trama
La squadra, per evitare che Jared Briscoe venga rilasciato, decide d'intensificare le indagini e Russell prende la decisione di utilizzare come esca sua figlia Maya, vecchio interesse del killer.
- Ascolti TV Italia: 1 017 000 telespettatori [5]

## Mercanti di morte
- Titolo originale: Merchants of Menace
- Diretto da: Claudia Yarmy
- Scritto da: Tom Mularz

### Trama
Il ritrovamento di un cadavere all'interno dell'auto di un vecchio serial killer porta il team a indagare all'interno del mondo del collezionismo dei macabri reperti di vecchi omicidi.
- Ascolti TV Italia: 1 186 000 telespettatori [5]

## Morte di un supereroe
- Titolo originale: Hero to Zero
- Diretto da: Frank Waldeck
- Scritto da: Andrew Dettmann

### Trama
La squadra indaga sulla morte di un ragazzo, con tanto di costume, convinto di essere un supereroe.
- Ascolti TV Italia: 1 186 000 telespettatori [5]

## L'ultimo giro
- Titolo originale: The Last Ride
- Diretto da: Tim Beavers
- Scritto da: Gavin Harris

### Trama
Il team si ritrova ad indagare nel salone dell'auto di un celebre mafioso di Las Vegas, dopo che è stato rinvenuto il corpo di una ragazza completamente ricoperto di vernice argentata per auto.
- Ascolti TV Italia: 1 186 000 telespettatori [5]

## Follia omicida
- Titolo originale: Under My Skin
- Diretto da: Alrick Riley
- Scritto da: Melissa R. Byer e Treena Hancock

### Trama
La squadra deve indagare sull'omicidio di un uomo, collegato al rapimento di due giovani ragazze, figlie del supervisore di San Diego il quale chiederà a Nick, a fine episodio, di prendere in considerazione di prendere il suo posto.
- Guest star: Lisa Rinna (Tori Nolan), Brett Cullen (John Nolan)
- Ascolti TV Italia: 525 000 telespettatori [6]

## Finale di partita

Nick lascia la Scientifica

- Titolo originale: The End Game
- Diretto da: Alec Smight
- Scritto da: Christopher Barbour

### Trama
La squadra si troverà finalmente di fronte a Paul Winthrop, scoprendone le vere motivazioni tra cui quella di trovare la sua vera madre. Durante l'episodio Shaw rimarrà ucciso sacrificandosi per salvare Finn. Al termine dell'episodio D.B Russell scopre che Finn è stata ferita gravemente proprio dal Killer di Gig Harbor (avendola aggredita nel suo appartamento dopo che ha avvisato la figlia di Shaw della triste notizia della morte del padre) che verrà però poi fermato da Sara. Inoltre Nick decide di lasciare definitivamente la Scientifica in quanto ha accettato l'offerta come supervisore della scientifica di San Diego.
- Guest star: Eric Roberts (Daniel Larson), Barry Bostwick (Collin Winthrop)
- Ascolti TV Italia: 988 000 telespettatori [6]